# Nilus margaritatus
Nilus margaritatus là một loài nhện trong họ Pisauridae. Chúng được Mary Agard Pocock miêu tả năm 1898.